# Allium denudatum
Allium denudatum är en amaryllisväxtart som beskrevs av François Delaroche. Allium denudatum ingår i släktet lökar, och familjen amaryllisväxter. Inga underarter finns listade i Catalogue of Life.